# Rubik's Revenge
Rubik's Revenge è il nome commerciale che la casa costruttrice Rubik's ha dato alla prima versione avanzata del celebre cubo di Rubik, che tassella il cubo in 96 quadratini con 6 colori differenti, un colore per ogni lato.
A differenza del suo predecessore di dimensioni 3×3×3, il Rubik's Revenge ha 4×4 cubi su ogni lato (4×4×4).
Questa versione del cubo fu inventata da Péter Sebestény e fu inizialmente chiamata Sebestény Cube, ma per attrarre i fan del Cubo di Rubik gli fu dato il nome con cui è conosciuto oggi.
Nelle competizioni ufficiali di speedcubing non ci si riferisce ad esso con il suo nome commerciale, ma con il nome generico di "Cubo 4×4×4", in rispetto delle altre case costruttrici che commercializzano questo rompicapo con diverso marchio. 

## Anatomia
Il Cubo 4×4×4 è così chiamato perché ha quattro cubetti su ogni lato.
Bidimensionalmente, ognuna della 6 facce presenta 16 stickers (4×4), per un totale di 96 (16×6) stickers.
Nella posizione risolta, ogni faccia presenta 16 stickers dello stesso colore. I colori standard delle 6 facce sono gli stessi del Cubo di Rubik (Bianco, Giallo, Rosso, Arancio, Verde e Blu), che nelle versioni distribuite in Europa e in America sono orientati secondo lo schema BOY (acronimo di "Blue-Orange-Yellow clockwise", cioè Blu-Arancio-Giallo disposti in senso orario e opposti rispettivamente a Verde-Rosso-Bianco).
Tridimensionalmente, il Cubo 4×4×4 presenta 24 centri (24 cubies che mostrano un solo colore) disposti 4 per ogni faccia, 24 spigoli (24 cubies che mostrano 2 colori) organizzati in 12 coppie di spigoli gemelli identici (cioè con gli stessi due colori) e 8 angoli (8 cubies che mostrano tre colori).
Il totale dei cubies che partecipano alle rotazioni è così di 56 cubies (24+24+8), su un totale di 64 (4×4×4).
Il Cubo 4×4×4 è un cubo di tipo "pari" (assieme al Cubo 2×2×2 e al Cubo 6×6×6). La caratteristica principale di tutti i cubi pari è quella di non avere dei centri di riferimento fissi su ogni faccia.
In conseguenza di ciò, per la risoluzione del Cubo 4×4×4 si dovrà necessariamente ricordare a memoria lo schema dei colori, ovvero la disposizione spaziale dei colori su ciascuna delle 6 facce. 

## Soluzione
Il metodo di risoluzione in assoluto più usato dagli speedcuber professionisti per risolvere il Cubo 4×4×4 è il metodo della Riduzione anche se esistono altri metodi altrettanto veloci quali lo Yau e il K4, usato generalmente per risolvere tutti i cubi di lato superiore a 3.
Il metodo della Riduzione permette la soluzione di cubi di qualsiasi dimensione e consiste nel ricreare su di essi la stessa morfologia caratteristica di un cubo di lato 3, ovvero "riducendoli" ad assomigliare funzionalmente al classico Cubo di Rubik.
La Riduzione di un cubo generico si realizza in 2 fasi successive: la ricostruzione dei centri e l'allineamento degli spigoli multipli.
Durante la ricostruzione dei centri su un cubo di lato N (un cubo N×N×N), si realizzano quadrati di lato N−2 di colore omogeneo al centro di ciascuna delle 6 facce, rispettando lo schema dei colori. I 6 quadrati ottenuti su ciascuna faccia corrispondono idealmente, nel processo di riduzione, ai 6 centri di un Cubo di Rubik.
In particolare, nel Cubo 4×4×4 si realizzeranno quadrati di lato 2×2 di colore omogeneo al centro di ciascuna delle 6 facce, ricostruendo lo schema dei colori senza riferimenti fissi (poiché come detto il 4×4×4 è un cubo di tipo "pari").
Durante la fase di allineamento degli spigoli multipli di un cubo di lato N (un cubo N×N×N) si posizionano uno a fianco all'altro, allineati cromaticamente, gli spigoli gemelli. Gli spigoli gemelli sono presenti in numero di N−2 per ognuna delle 12 possibili coppie di colori degli spigoli. I 12 spigoli multipli ottenuti (ciascuno formato dall'allineamento di N−2 spigoli gemelli adiacenti) corrispondono idealmente, nel processo di riduzione, ai 12 spigoli di un Cubo di Rubik:
in particolare, nel Cubo 4×4×4 si dovranno allineare gli spigoli gemelli due a due, essendo presenti 2 spigoli identici per ciascuna coppia di colori: ad esempio, lo spigolo bianco-verde andrà allineato all'altro spigolo gemello bianco-verde, lo spigolo giallo-rosso all'altro spigolo gemello giallo-rosso, e così via fino ad esaurire le 12 coppie di spigoli.
A questo punto della risoluzione avremo un Cubo 4×4×4 con 6 centri di dimensione 2×2 (un centro su ognuna delle 6 facce), 12 doppi spigoli (ognuno formato da 2 spigoli gemelli adiacenti e allineati) e 8 angoli. Il cubo 4×4×4 così trattato è assimilabile funzionalmente in tutto e per tutto al classico Cubo di Rubik, e potrà essere risolto da questo punto in poi applicando qualsiasi metodo risolutivo valido per il cubo 3×3×3.
Esiste anche un metodo di risoluzione che in alcuni passaggi è molto simile a "metodo corner first" del cubo 3×3×3. Tale metodo si dispone delle seguenti fasi.
1. Risoluzione dei centri opposti. Qui non è necessaria la memorizzazione di nessun algoritmo e quindi si ha molta libertà di movimento;
2. Sistemazione degli angoli in una delle due facce di cui si è formato il centro. Questa fase è identica al "metodo corner first" del 3×3×3 e non richiede la memorizzazione di nessun algoritmo;
3. Sistemazione degli angoli della faccia opposta. Anche questa fase è identica al "metodo corner first" del 3×3×3 e si applicano gli stessi algoritmi, sia per piazzare gli angoli sulla faccia e sia per disporli correttamente tra loro;
4. Sistemazione di tre su quattro doppi spigoli di una delle due facce su cui si sta lavorando. Anche questa fase è identica al "metodo corner first" del 3×3×3 e i doppi spigoli vanno sistemati esattamente nello stesso modo. Bisogna tener conto che per ogni lato ci sono due spigoli da sistemare;
5. Sistemazione di tre su quattro doppi spigoli della faccia opposta. Anche questa fase è simile al "metodo corner first" del 3×3×3 e vanno applicati gli stessi algoritmi per la sistemazione dei doppi spigoli, e anche qui si sfrutta il doppio spigolo lasciato incompiuto per sistemare i doppi spigoli;
6. Completamento delle facce opposte. Questa è l'ultima fase simile al "metodo corner first" del 3×3×3 e bisogna applicare gli stessi algoritmi, facendo però attenzione al fatto che si sistemano opportunamente due pezzi;
7. Sistemazione degli spigoli di uno strato intermedio. Da questo punto in poi non si procede più in maniera similare al "metodo corner first" del 3×3×3 ma si applicano altri algoritmi. Qui si sistemano nell'ordine corretto gli spigoli di uno dei due strati intermedi trascurando i centri;
8. Sistemazione degli spigoli dell'altro strato intermedio. Con un altro algoritmo bisognerà sistemare gli spigoli nell'ordine corretto nell'altro strato intermedio;
9. Sistemazione dei centri. In quest'ultima fase bisogna sistemare gli altri quattro centri del cubo, e qui verranno applicati due algoritmi diversi: uno cambierà di posto i pezzi singoli e l'altro cambierà di posto i pezzi doppi (utilizzato quando occorre spostare due pezzi dello stesso colore che si trovano appaiati).

## Casi di parità
I casi di parità, nella terminologia dello speedcubing sono delle particolari posizioni del cubo che si verificano durante la risoluzione dello stesso con l'utilizzo del metodo di riduzione, che è uno dei metodi più usati. Sono particolari poiché non possono verificarsi sul classico Cubo di Rubik, e in particolare possono verificarsi solo nei cubi rotanti sulle facce regolari di configurazione N×N×N con N pari ed N≥4. I casi di parità sono di due tipi. Il primo è la parità di orientamento. Si verifica quando durante la risoluzione dell'ultimo strato superiore i blocchi di N−2 cubetti orientati correttamente sono dispari. Questo è da attribuire all'assenza di centri fissi nei cubi con N pari. Non avviene sul cubo 2×2×2 poiché questo non contiene pezzi che appoggiano sui suoi spigoli. Il secondo caso, la parità di permutazione, avviene quando il numero di cicli di due pezzi (o blocchi di pezzi) da permutare nell'ultimo strato del cubo è dispari. Una tale configurazione è impossibile sul cubo di Rubik, nel quale la parità dei pezzi da permutare è considerato un concetto fondamentale.

## Permutazioni
7 401 196 841 564 901 869 874 093 974 498 574 336 000 000 000

## Record
I record del mondo sono:
- Tempo singolo: 15.71 realizzato da Max Park al CMT Evergreen 2024[2].

- Media 3 su 5: 19.17 realizzata da Tymon Kolasinski al Hvidovre NxN 2025[3] con i tempi (22.21), 19.55, 18.95, (17.84), 19.01